# Raffaele Rossi
Raffaele Carlo Rossi (Pisa, 28 oktober 1876 - Crespano del Grappa, 17 september 1948) was een Italiaans geestelijke en kardinaal van de Rooms-Katholieke Kerk.

## Opleiding
Rossi trad toe tot de Order der Ongeschoeide Karmelieten (OCD) op 3 oktober 1887. Hij werd geprofest op 19 december 1899 en studeerde vervolgens aan het Karmelitaans Internationaal College in Rome. Rossi werd op 21 december 1901, in de te Rome priester gewijd en doceerde vervolgens tot 1920 aan verschillende karmelitaanse seminaries.

## Vroegere loopbaan
Paus Pius XI benoemde Rossi op 22 april 1920 tot bisschop van Volterra. Hij ontving zijn bisschopswijding in de Romeinse kerk van Santa Teresa al Corso d'Italia uit handen van kardinaal Gaetano de Lai. Lang zou hij niet in Volterra blijven, want hij trad drie jaar later in dienst van de Romeinse Curie als assessor bij de H. Congregatie voor het Consistorie (de huidige Congregatie voor de Bisschoppen) en secretaris van het H. College van Kardinalen. Bijzelfde gelegenheid werd hij titulair aartsbisschop van Tessaloniki. In 1930 verhief de paus hem tot bisschop-assistent bij de pauselijke troon. 

## Kardinaal
Tijdens het consistorie van 30 juni 1930 creëerde paus Pius XI Rossi kardinaal-priester. De Santa Prassede werd zijn titelkerk. Hij werd vervolgens benoemd tot prefect van de Congregatie voor het Consistorie. Kardinaal Rossi nam deel aan het conclaaf van 1939 dat leidde tot de verkiezing van paus Pius XII. Van 1939 tot 1941 was hij camerlengo van het College van Kardinalen. Vanwege zijn zwakke gezondheid trok hij zich in de zomer van 1948 in Crespano del Grappa (Treviso), waar hij zijn intrek nam bij de paters scalabrinianen. Daar overleed hij niet veel later op 71-jarige leeftijd. Zijn lichaam werd bijgezet in de kerk waar hij eertijds tot bisschop was gewijd.
- Bibliothèque nationale de France: cb127493056 (data)
- Gemeinsame Normdatei: 1127888161
- International Standard Name Identifier: 0000 0000 6144 4220
- Library of Congress Control Number: n78032553
- Istituto Centrale per il Catalogo Unico: CAGV744528
- SNAC: w6ms6mp1
- Système universitaire de documentation: 241506409
- Virtual International Authority File: 75106767
- WorldCat: E39PBJbGX68rxfx3jDrtFWjHmd